# Ángel Romero (futebolista)
Ángel Rodrigo Romero Villamayor (Fernando de la Mora, 4 de julho de 1992) é um futebolista paraguaio que atua como atacante. Atualmente joga pelo Corinthians.

## Carreira

### Cerro Porteño
Iniciou sua carreira como profissional em 2011 pelo Cerro Porteño, atuando como atacante, e se tornou uma jovem revelação do clube. Pelo Cerro, conquistou o Campeonato Paraguaio em 2012 (Apertura) e 2013 (Clausura), sendo que este último foi de maneira invicta. Pelo clube paraguaio foram 80 partidas e 43 gols.

### Corinthians
Em junho de 2014, Romero teve sondagens do Corinthians, que posteriormente confirmou o acerto por cinco temporadas com o jogador. Apresentado oficialmente no dia 5 de junho, o atacante se disse feliz com o desfecho positivo das negociações.
| “              | Sei tudo sobre o Corinthians. Tinha um sonho desde a infância que era jogar no Corinthians. Sempre com o meu irmão dizíamos que queríamos jogar no maior do Brasil, que é o Corinthians. E hoje estou cumprindo este sonho. Sabemos tudo sobre o Corinthians, sempre fui torcedor do Corinthians. Agora que defendo o Corinthians, defenderei essas cores até a morte. | ” |
| — Ángel Romero | |   |

O paraguaio destacou-se na reta final do Brasileirão de 2015, ao marcar dois gols e sofrer um pênalti na goleada do Corinthians sobre o São Paulo, no clássico Majestoso.

#### 2016
Romero voltou a ter boa atuação no dia 20 de janeiro, numa partida contra o Shakhtar Donetsk pela Florida Cup, fazendo os dois gols do Timão na vitória por 3 a 2. Com a saída de diversos jogadores importantes na conquista do título brasileiro em 2015, Romero ganhou mais espaço no clube e jogou muitas vezes como titular sob o comando de Tite. O atacante foi um dos destaques do Corinthians durante o Campeonato Paulista, tendo marcado cinco gols em 16 partidas disputadas.
No dia 20 de abril, marcou dois gols na goleada sobre o Cobresal por 6 a 0 pela fase de grupos da Copa Libertadores. Se destacou no dia 3 de julho, na goleada por 4 a 0 contra o Flamengo, na Arena Corinthians, em partida válida pelo Campeonato Brasileiro, na qual marcou dois gols e ainda deu uma assistência.
Após a saída de Tite para assumir o cargo de técnico da Seleção Brasileira, Romero perdeu espaço no clube. Encerrou a temporada com 15 gols marcados, num total de 56 partidas disputadas somando todas as competições, sendo este o ano em que mais atuou pelo Corinthians.

#### 2017
No dia 18 de janeiro, em seu primeiro jogo no ano, levou o clube à final da Florida Cup, após a goleada de 4 a 1 sobre o Vasco da Gama na semifinal. No dia 21 de janeiro, o atacante atuou na final contra o arquirrival São Paulo. O Corinthians perdeu por 4 a 3 nas penalidades máximas, após o empate de 0 a 0 no tempo real, perdendo o título do torneio e ficando com o vice-campeonato. No dia 1 de março, o Corinthians jogou contra o Brusque, de Santa Catarina, pela Copa do Brasil, e venceu nos pênaltis por 5 a 4. Romero foi o herói da classificação ao marcar o último gol da partida, e com isso o Corinthians viria a enfrentar a equipe do Luverdense. Na final do Campeonato Paulista, Romero marcou contra a Ponte Preta no empate de 1 a 1, onde o Corinthians se sagrou campeão paulista.
Teve um papel importante na campanha do título do Campeonato Brasileiro, jogando pelos lados do campo, não somente atacando, mas especialmente pela determinação em ajudar a defesa na marcação. O atacante marcou um gol decisivo no dia 5 de novembro, contra o Palmeiras, na vitória por 3 a 2 pelo segundo turno do Brasileirão. Nessa rodada o Corinthians via o rival paulista cada vez mais próximo da liderança do campeonato, ameaçando a vantagem que a equipe alvinegra havia criado durante a competição. O resultado diminuiu a pressão da torcida por conta de alguns resultados negativos no início do returno. A comemoração do gol ficou marcada por uma selfie tirada com outros jogadores do elenco.
No dia 15 de novembro, o Corinthians garantiu o título com quatro rodadas de antecedência ganhando do Fluminense em casa por 3 a 1. Esse foi o segundo título brasileiro de Romero pelo Timão.

#### 2018
Não foi muito utilizado por Fábio Carille no começo do ano, mas com a saída do treinador para o futebol árabe, Romero ganhou mais espaço com a chegada de Osmar Loss ao comando da equipe. Passou por um período de jejum de gols, seca que gerou questionamentos ao atacante, que perdeu espaço com Jair Ventura, mas depois também acabou perdendo lugar para a ascensão de Pedrinho e Mateus Vital. No final do ano foi muito importante para equipe que foi vice-campeã da Copa do Brasil, marcando gols importantíssimos como nas quartas de final, contra a Chapecoense, e fazendo um hat-trick contra o Vasco, pela 16º rodada do Campeonato Brasileiro.

#### 2019
O início da temporada foi bastante turbulento para o atleta, principalmente por divergências em alguns aspectos de sua renovação contratual. Após diversas reuniões entre diretoria e empresário do jogador, ambos não chegaram em um consenso e a renovação contratual de Ángel começou a se arrastar durante o primeiro semestre do ano. Sendo assim, o atleta, de forma profissional, decidiu cumprir contrato até o seu vencimento. Porém, por políticas internas da diretoria do clube, foi afastado do time principal, não podendo ser utilizado pelo técnico Fábio Carille em nenhuma partida, enquanto não resolvesse seu imbróglio com o clube. Após cinco anos, no dia 14 de julho de 2019, com uma notória passagem e tendo disputado 222 jogos e anotado 38 gols, se despediu do clube alvinegro, encerrando assim, seu contrato. Saiu do clube como o segundo maior artilheiro da Neo Química Arena, com 27 gols e o jogador estrangeiro com mais partidas pelo Corinthians, com 222 jogos.

### San Lorenzo
Em 8 de agosto de 2019, assinou com o San Lorenzo por três temporadas. Em 31 de agosto, marcou seu primeiro gol pelo clube, na vitória por 2 a 1 sobre o Únion, em partida válida pelo Campeonato Argentino.
No dia 28 de agosto de 2020, o clube anunciou a a rescisão contratual com o atleta, como forma de cumprir o fair play financeiro implementado pela Liga Profissional.

### Cruz Azul
Foi anunciado pelo Cruz Azul no dia 2 de fevereiro de 2022, assinando um contrato válido até dezembro. O atacante marcou seu primeiro gol pelo time mexicano no dia 24 de fevereiro, numa vitória por 1 a 0 contra o Forge, em jogo válido pela Liga dos Campeões da CONCACAF. Em 27 de junho, o Cruz Azul sagrou-se campeão da Supercopa do México ao bater o Atlas nos pênaltis por 4 a 3, com Romero marcando o gol de empate em 2 a 2 no tempo regulamentar. No dia 28 de novembro, Romero encerrou seu contrato antecipadamente com o clube mexicano.

### Retorno ao Corinthians

#### 2023
Em 15 de dezembro de 2022, foi anunciada a sua volta ao Corinthians com contrato de duas temporadas. Em 19 de dezembro, foi apresentado oficialmente. Reestreou pelo clube paulista no dia 18 de janeiro, na vitória por 3 a 0 contra o Água Santa, na Neo Química Arena, em jogo válido pelo Campeonato Paulista. Marcou seu primeiro gol após o retorno no dia 30 de setembro, na derrota por 2-1 para o São Paulo, no Morumbi, pelo Campeonato Brasileiro 2023. Nesse mesmo dia, completou 250 jogos com a camisa do Corinthians. Na reta final da temporada, Romero foi fundamental para a permanência do time na série A, sendo responsável direto por 70% dos pontos conquistados pelo Timão no Campeonato Brasileiro 2023. Ele marcou quatro dos oito gols em novembro, todos cruciais para os resultados obtidos. No total, foi responsável direto por sete dos dez pontos conquistados pelo Corinthians.

#### 2024
Em 9 de abril, chegou a marca de 32 gols na Neo Química Arena, ultrapassando Róger Guedes (31) e se tornando o maior artilheiro do estádio. Também chegou a marca de 55 gols pelo Corinthians, ultrapassando Paolo Guerrero (54) e se tornando o maior artilheiro estrangeiro do Timão. Em 1 de junho, pela primeira vez na carreira, Ángel enfrentou seu irmão gêmeo, Óscar Romero, na derrota do Corinthians por 1-0 contra o Botafogo. Em setembro, em um bom momento, Romero mais uma vez apareceu para mostrar sua importância em momentos decisivos, novamente sendo importante na luta contra o rebaixamento e ajudando o time na Copa Sul-Americana 2024. Em dezembro, Corinthians e Romero chegaram a um acordo pela renovação. O paraguaio seguirá o definido no atual contrato, acionará a cláusula de prorrogação automática e assinará novo compromisso até dezembro de 2025.

#### 2025
Em 23 de fevereiro, ultrapassou a marca de 40 gols da artilharia da Neo Química Arena, ao marcar dois gols no empate por 2-2 contra o Guarani, pelo Campeonato Paulista 2025. Em 2 de março, chegou a 66 gols, ultrapassando Jô, autor de 65 gols, e se isolando como grande goleador corintiano no século XXI. O atleta marcou o tento na vitória por 2-0 contra o Mirassol, na Neo Química Arena, pelas quartas de final do Campeonato Paulista 2025. Em 27 de março, sagrou-se campeão do Campeonato Paulista 2025 após o empate contra o Palmeiras por 0x0, porém o jogo de ida o Corinthians venceu por 1-0.

## Vida pessoal
Seu irmão gêmeo, Óscar Romero, também é jogador e atua como meio-campista. Em 2025, juntamente com seu irmão, comprou o Club Sport Colombia, da terceira divisão do Paraguai.

### Racismo
Em entrevista para o jornal de seu país, o ABC Cardinal, reproduzida pela revista esportiva argentina El Gráfico, o atleta declarou que: "O Brasil é o país mais racista". Embora os times brasileiros sejam vítimas de racismo na América do Sul, o paraguaio critica como se aborda essa questão no Brasil: "O Brasil tem que consertar as coisas aqui internamente primeiro".

## Seleção Nacional
Fez sua estreia pela Seleção Paraguaia em 7 de setembro de 2013, na vitória do Paraguai sobre a Bolívia por 4–0. Em 15 de novembro, marcou seu primeiro gol pela Seleção, na vitória por 2–1 sobre o Peru. Em 2021, foi o artilheiro do Paraguai na Qualificação Mundial, com 4 gols em 4 jogos.
Em 10 de junho de 2021, foi convocado pelo técnico Eduardo Berizzo para disputar a Copa América. Fez sua estreia na competição em 15 de junho de 2021, na vitória do Paraguai por 3–1 sobre a Bolívia, marcando dois gols.
Em 31 de maio de 2024, foi convocado pela seleção de seu país para disputa de amistosos. Em 16 de junho de 2024, foi confirmado na lista dos 26 atletas que disputarão a Copa América 2024.

## Estatísticas

### Clubes
Abaixo estão listados todos os jogos, gols e assistências do futebolista por clubes.
| Clube             | Temporada         | Campeonato nacional | Campeonato nacional | Campeonato nacional | Copa nacional[a] | Copa nacional[a] | Copa nacional[a] | Competições continentais[b] | Competições continentais[b] | Competições continentais[b] | Outros torneios[c] | Outros torneios[c] | Outros torneios[c] | Total | Total | Total   |
| Clube             | Temporada         | Jogos               | Gols                | Assist.             | Jogos            | Gols             | Assist.          | Jogos                       | Gols                        | Assist.                     | Jogos              | Gols               | Assist.            | Jogos | Gols  | Assist. |
| ----------------- | ----------------- | ------------------- | ------------------- | ------------------- | ---------------- | ---------------- | ---------------- | --------------------------- | --------------------------- | --------------------------- | ------------------ | ------------------ | ------------------ | ----- | ----- | ------- |
| Cerro Porteño     | 2010              | 11                  | 2                   | 0                   | —                | —                | —                | —                           | —                           | —                           | —                  | —                  | —                  | 11    | 2     | 0       |
| Cerro Porteño     | 2011              | 11                  | 3                   | 0                   | —                | —                | —                | —                           | —                           | —                           | —                  | —                  | —                  | 11    | 3     | 0       |
| Cerro Porteño     | 2012              | 42                  | 15                  | 0                   | —                | —                | —                | 3                           | 0                           | 0                           | —                  | —                  | —                  | 45    | 15    | 0       |
| Cerro Porteño     | 2013              | 12                  | 11                  | 0                   | —                | —                | —                | 7                           | 1                           | 1                           | —                  | —                  | —                  | 19    | 12    | 1       |
| Cerro Porteño     | Total             | 76                  | 31                  | 0                   | —                | —                | —                | 10                          | 1                           | 1                           | —                  | —                  | —                  | 86    | 32    | 1       |
| Corinthians       | 2014              | 21                  | 0                   | 1                   | 5                | 1                | 0                | —                           | —                           | —                           | —                  | —                  | —                  | 26    | 1     | 1       |
| Corinthians       | 2015              | 12                  | 3                   | 0                   | 1                | 1                | 0                | —                           | —                           | —                           | 4                  | 0                  | 0                  | 17    | 4     | 0       |
| Corinthians       | 2016              | 27                  | 5                   | 5                   | 3                | 1                | 0                | 6                           | 2                           | 1                           | 17                 | 5                  | 0                  | 53    | 13    | 6       |
| Corinthians       | 2017              | 30                  | 3                   | 3                   | 5                | 1                | 0                | 5                           | 0                           | 0                           | 15                 | 2                  | 1                  | 55    | 6     | 4       |
| Corinthians       | 2018              | 27                  | 6                   | 2                   | 8                | 3                | 0                | 8                           | 1                           | 2                           | 15                 | 1                  | 2                  | 58    | 11    | 6       |
| Corinthians       | 2023              | 22                  | 8                   | 1                   | —                | —                | —                | 11                          | 0                           | 1                           | 9                  | 0                  | 0                  | 42    | 8     | 2       |
| Corinthians       | 2024              | 29                  | 5                   | 4                   | 10               | 3                | 0                | 10                          | 3                           | 3                           | 11                 | 3                  | 1                  | 59    | 14    | 8       |
| Corinthians       | 2025              | 16                  | 0                   | 1                   | 2                | 0                | 0                | 9                           | 1                           | 0                           | 14                 | 4                  | 2                  | 41    | 5     | 3       |
| Corinthians       | Total             | 183                 | 30                  | 17                  | 34               | 10               | 0                | 49                          | 7                           | 7                           | 85                 | 15                 | 6                  | 351   | 62    | 30      |
| San Lorenzo       | 2020              | 20                  | 4                   | 5                   | 11               | 4                | 3                | —                           | —                           | —                           | —                  | —                  | —                  | 31    | 8     | 8       |
| San Lorenzo       | 2021              | 5                   | 0                   | 1                   | 12               | 2                | 0                | 7                           | 3                           | 3                           | —                  | —                  | —                  | 24    | 5     | 4       |
| San Lorenzo       | Total             | 25                  | 4                   | 6                   | 23               | 6                | 3                | 7                           | 3                           | 3                           | —                  | —                  | —                  | 55    | 13    | 12      |
| Cruz Azul         | 2021–22           | 15                  | 1                   | 1                   | —                | —                | —                | 5                           | 1                           | 1                           | 1                  | 1                  | 1                  | 21    | 3     | 3       |
| Cruz Azul         | 2022–23           | 18                  | 2                   | 1                   | —                | —                | —                | —                           | —                           | —                           | —                  | —                  | —                  | 18    | 2     | 1       |
| Cruz Azul         | Total             | 33                  | 3                   | 2                   | –                | –                | –                | 5                           | 1                           | 1                           | 1                  | 1                  | 1                  | 39    | 5     | 4       |
| Total na carreira | Total na carreira | 317                 | 68                  | 25                  | 57               | 16               | 3                | 71                          | 12                          | 12                          | 86                 | 16                 | 7                  | 531   | 112   | 47      |

- a. ^ Jogos da Copa do Brasil, Copa Argentina e Copa da Liga Argentina
- b. ^ Jogos da Copa Libertadores, Copa Sul-Americana e Liga dos Campeões da CONCAF
- c. ^ Jogos do Campeonato Paulista e Supercopa da Liga MX

### Seleção Paraguaia
Abaixo estão listados todos os jogos, gols e assistências do futebolista pela Seleção Paraguaia.
Seleção Principal
| Ano               | Copa América | Copa América | Copa América | Qualificação Mundial | Qualificação Mundial | Qualificação Mundial | Amistosos | Amistosos | Amistosos | Total | Total | Total   |
| Ano               | Jogos        | Gols         | Assist.      | Jogos                | Gols                 | Assist.              | Jogos     | Gols      | Assist.   | Jogos | Gols  | Assist. |
| ----------------- | ------------ | ------------ | ------------ | -------------------- | -------------------- | -------------------- | --------- | --------- | --------- | ----- | ----- | ------- |
| 2013              | —            | —            | —            | 1                    | 0                    | 0                    | —         | —         | —         | 1     | 0     | 0       |
| 2014              | —            | —            | —            | —                    | —                    | —                    | 2         | 1         | 0         | 2     | 1     | 0       |
| 2016              | —            | —            | —            | 4                    | 0                    | 1                    | —         | —         | —         | 4     | 0     | 1       |
| 2017              | —            | —            | —            | 4                    | 1                    | 0                    | 1         | 0         | 0         | 5     | 1     | 0       |
| 2018              | —            | —            | —            | —                    | —                    | —                    | 2         | 0         | 0         | 2     | 0     | 0       |
| 2019              | —            | —            | —            | —                    | —                    | —                    | 6         | 0         | 0         | 6     | 1     | 2       |
| 2020              | —            | —            | —            | 4                    | 4                    | 0                    | —         | —         | —         | 4     | 4     | 0       |
| 2021              | 5            | 2            | 0            | 9                    | 0                    | 3                    | —         | —         | —         | 14    | 2     | 3       |
| 2022              | —            | —            | —            | 2                    | 0                    | 0                    | 1         | 0         | 0         | 3     | 0     | 0       |
| 2024              | 2            | 0            | 0            | 2                    | 0                    | 0                    | 1         | 0         | 0         | 5     | 0     | 0       |
| Total na carreira | 7            | 2            | 0            | 26                   | 5                    | 4                    | 13        | 1         | 0         | 46    | 8     | 4       |

### Jogos pela Seleção Paraguaia
Expanda a caixa de informações para conferir todos os jogos deste jogador, pela Seleção Paraguaia.
| Jogos pela Seleção Paraguaia | Jogos pela Seleção Paraguaia | Jogos pela Seleção Paraguaia                              | Jogos pela Seleção Paraguaia | Jogos pela Seleção Paraguaia | Jogos pela Seleção Paraguaia | Jogos pela Seleção Paraguaia |
|                              | Data                         | Local                                                     | Resultado                    | Adversário                   | Gols                         | Competição                   |
| ---------------------------- | ---------------------------- | --------------------------------------------------------- | ---------------------------- | ---------------------------- | ---------------------------- | ---------------------------- |
| 1.                           | 9 de setembro de 2013        | Estádio Defensores del Chaco, Assunção, Paraguai          | 4–0                          | Bolívia                      | 0                            | Elim. Copa do Mundo de 2014  |
| 2.                           | 15 de novembro de 2014       | Estádio Feliciano Cáceres, Luque, Paraguai                | 2–1                          | Peru                         | 1                            | Amistoso                     |
| 3.                           | 19 de novembro de 2014       | Estádio Nacional do Peru, Lima, Peru                      | 1–2                          | Peru                         | 0                            | Amistoso                     |
| 4.                           | 6 de setembro de 2016        | Estádio Centenário, Montevidéu, Uruguai                   | 0–4                          | Uruguai                      | 0                            | Elim. Copa do Mundo de 2018  |
| 5.                           | 11 de outubro de 2016        | Estádio Mario Alberto Kempes, Córdova, Argentina          | 1–0                          | Argentina                    | 0                            | Elim. Copa do Mundo de 2018  |
| 6.                           | 10 de novembro de 2016       | Estádio Defensores del Chaco, Assunção, Paraguai          | 1–4                          | Peru                         | 0                            | Elim. Copa do Mundo de 2018  |
| 7.                           | 15 de novembro de 2016       | Estádio Hernando Siles, La Paz, Bolívia                   | 0–1                          | Bolívia                      | 0                            | Elim. Copa do Mundo de 2018  |
| 8.                           | 28 de março de 2017          | Arena Corinthians, Sào Paulo, Brasil                      | 0–3                          | Brasil                       | 0                            | Elim. Copa do Mundo de 2018  |
| 9.                           | 8 de junho de 2017           | Estádio Mansiche, Trujillo, Peru                          | 0–1                          | Peru                         | 0                            | Amistoso                     |
| 10.                          | 5 de setembro de 2017        | Estádio Defensores del Chaco, Assunção, Paraguai          | 1–2                          | Uruguai                      | 1                            | Elim. Copa do Mundo de 2018  |
| 11.                          | 5 de outubro de 2017         | Metropolitano Barranquilla, Barranquilla, Colômbia        | 2–1                          | Colômbia                     | 0                            | Elim. Copa do Mundo de 2018  |
| 12.                          | 10 de outubro de 2017        | Estádio Defensores del Chaco, Assunção, Paraguai          | 0–1                          | Venezuela                    | 0                            | Elim. Copa do Mundo de 2018  |
| 13.                          | 12 de junho de 2018          | Tivoli Stadion, Innsbruck, Áustria                        | 2–4                          | Japão                        | 0                            | Amistoso                     |
| 14.                          | 20 de novembro de 2018       | Estádio Moses Mabhida, Durban, África do Sul              | 1–1                          | África do Sul                | 0                            | Amistoso                     |
| 15.                          | 5 de junho de 2019           | Estádio Antonio Oddone Sarubbi, Ciudad del Este, Paraguai | 1–1                          | Honduras                     | 0                            | Amistoso                     |
| 16.                          | 5 de setembro de 2019        | Estádio Kashima, Kashima, Japão                           | 0–2                          | Japão                        | 0                            | Amistoso                     |
| 17.                          | 10 de setembro de 2019       | Estádio Internacional de Amã, Amã, Jordânia               | 4–2                          | Jordânia                     | 0                            | Amistoso                     |
| 18.                          | 13 de outubro de 2019        | Tehelné Pole, Bratislava, Eslováquia                      | 1–1                          | Eslováquia                   | 0                            | Amistoso                     |
| 19.                          | 14 de novembro de 2019       | Estádio Nacional Vasil Levski, Sófia, Bulgária            | 1–0                          | Bulgária                     | 0                            | Amistoso                     |
| 20.                          | 19 de novembro de 2019       | Estádio Internacional Rei Fahd, Riade, Arábia Saudita     | 0–0                          | Arábia Saudita               | 0                            | Amistoso                     |
| 21.                          | 8 de outubro de 2020         | Estádio Defensores del Chaco, Assunção, Paraguai          | 2–2                          | Peru                         | 2                            | Elim. Copa do Mundo de 2022  |
| 22.                          | 13 de outubro de 2020        | Estádio Metropolitano de Mérida, Mérida, Venezuela        | 1–0                          | Venezuela                    | 0                            | Elim. Copa do Mundo de 2022  |
| 23.                          | 12 de novembro de 2020       | La Bombonera, Buenos Aires, Argentina                     | 1–1                          | Argentina                    | 1                            | Elim. Copa do Mundo de 2022  |

## Títulos
Cerro Porteño
- Campeonato Paraguaio: 2012 (Apertura) e 2013 (Clausura)

Corinthians
- Campeonato Brasileiro: 2015 e 2017
- Campeonato Paulista: 2017, 2018 e 2025

Cruz Azul
- Supercopa do México: 2021-22

### Artilharias
Corinthians
- Florida Cup: 2016 (2 gols)

### Honrarias
- Maior artilheiro da Neo Química Arena: 42 gols
- Jogador estrangeiro com mais gols pelo Corinthians: 66 gols
- Jogador estrangeiro com mais jogos pelo Corinthians: 349 jogos
- Jogador estrangeiro com mais títulos pelo Corinthians: 6 títulos[68]

### Prêmios individuais
| Ano  | Premiação                    | Prêmio                   | Time          | Resultado | Ref.   |
| ---- | ---------------------------- | ------------------------ | ------------- | --------- | ------ |
| 2013 | Futebolista paraguaio do ano | Melhor jogador paraguaio | Cerro Porteño | Venceu    | [ 69 ] |